# Sem Tam
Sem Tam je jihočeská hudební skupina, která vznikla v roce 1981. Kapelníkem je od počátku houslista Luboš Marek. Druhým "nejdéle sloužícím" muzikantem je bendžista Vojta Zícha. V roce 1993 kapela na delší dobu ukončila činnost. Po několika pokusech o obnovení začal Sem Tam znovu hrát od roku 2009, skoro ve stejném složení, v jakém přestal. Charakteristický zvuk skupiny je od počátku postavený na vokálech a na písničkách převážně ve stylu neortodoxního bluegrassu. V počátcích kapela hrála spíše česky otextované zahraniční skladby, během času se těžiště repertoáru postupně přesunulo k vlastní tvorbě.
V kapele se postupně vystřídali výrazné zpěvačky a zpěváci. Se sólovými zpěváky Pavlínou Jíšovou a Jardou Matějů získal Sem Tam dvakrát po sobě první místo interpretační soutěže festivalu Porta. Po jejich odchodu (koncertovali souběžně v Žalmanově "spolu", respektive s Nezmary) nakrátko byla výraznou zpěvačkou Sem Tamu Pavlína Braunová. V dalším období jsou zpěvačkami kapely Lenka Jakschová–Huszárová a Michaela Hálková, obě se do kapely vrátily po jejím obnovení v roce 2009. V té době také přišel z bývalé skupiny Ztuha mandolínista a zpěvák Pepa Pospíšilík. Místo Míši Hálkové později přišla Pavla Blažková.

## Členové skupiny

### Složení kapely v roce 1983
Luboš Marek - housle, kapelník

Vojta Zícha - banjo, kytara

Pavlína Jíšová - zpěv, housle

Jarda Matěj Matějů - zpěv, banjo

Petr Hensel - kontrabas, zpěv

Pepa Hlavenka - dobro, kytara, zpěv

Milan Tripes - kytara, zpěv

### Složení kapely v roce 2016
Luboš Marek - housle, kapelník

Vojta Zícha - banjo

Lenka Huszárová - zpěv

Pavla Blažková - zpěv

Pepa Pospíšilík - zpěv, mandolína

Petra Želiborová - baskytara

Tomáš Berka - kytara

Seznam všech bývalých a současných členů a podrobnější historie je na stránkách skupiny.

## Diskografie
Po jedné písni skupiny vyšlo na albech Porta '83, Porta '85, Dostavník ('85), Porta '86, Porta '88, Porta '89.

### Vlastní alba skupiny
- Sem Tam - Na ostří nože (CD 1991)
- Sem Tam - Návrat (CD 2013)
- Sem Tam 35 live (CD 2017)

### Písničky (výběr)
- Jarní tání - (irská lidová / P.Schäffer)
- Jednou dlouho spát (No More Lonely Nights) - (Larry Mc Neely / Karel Filip)
- Který z těch psů - (Jiří Smrž)
- Nad hlavou tisíc hvězd
- Návrat - (Lubomír Marek / Karel Filip)
- Někdo jiný než jsem já (Somewhere South of Macon) - (Marshall Chapman / Petr Hensel)
- Once in a while - (Slávek Hanzlík / Mark Mathewson)
- Polední vlak (Last Train From Poor Valley) - (Norman Blake / Karel Filip)
- Půlnoční déšť - (Lubomír Marek / Karel Filip)
- Růže v závějích (Roses In The Snow) - (Ruth Franks / Petr Hensel)
- Sbohem Angelino (Farewell Angelina) - (Bob Dylan / Jan Bicek)
- Starodávná - (Lubomír Marek / Karel Filip)
- Usínáš (Lonesome Angel) - (Larry Mc Neely / Karel Filip)
- Velkej bílej dům  (My Tennessee Mountain Home) - (Dolly Parton / Jan Borkovec)